# Vadosfa
Vadosfa község Győr-Moson-Sopron vármegyében, a Kapuvári járásban található.

## Fekvése
Magyarország északnyugati részén, Kapuvártól délre helyezkedik el. Útelágazásban fekvő, két templomot körülvevő, zárt település, különleges települési formákkal. Mindössze három szomszédja van: északnyugat felől Mihályi, északkelet felől Magyarkeresztúr, délnyugat felől pedig Beled. Délkeleti irányból a legközelebbi település Páli, de közigazgatási területeik nem érintkeznek.

### Megközelítése
A településen északkelet-délnyugati irányban a 8606-os, délkelet-északnyugati irányban pedig a 8607-es út halad keresztül, ezek révén minden irányból jól megközelíthető közúton.
A hazai vasútvonalak közül a Hegyeshalom–Porpác-vasútvonal érinti, melynek egy megállási pontja van itt; Páli-Vadosfa megállóhely a déli határszéle közelében helyezkedik el, a 8607-es út vasúti keresztezése mellett.

## Története és mai élete
A község első írásos említése 1227-ből ismert. A 16. században a reformáció lutheri ágához csatlakozott. Régi temploma kriptájában nyugodott Telekesi Török István kuruc ezredes. 1751-ben a helybéli evangélikusok véres csatározásban védték meg templomukat, melynek helyén újabb nagyobb templom épült. Az 1785. évi népszámlálás idején, mint közbirtokosságot írták össze 379 lakossal.
Vadosfa egyike volt annak a négy nyugat-dunántúli községnek, amelyeket az 1681-es soproni országgyűlés artikuláris helyként jelölt ki Thököly Imre sikerei után. Ez azt jelentette, hogy legalább 35 falu evangélikussága istentiszteletet tarthatott. I. Lipót „kegyelméből” az addig jelentéktelen község országos jelentőségűvé vált, úgyannyira, hogy püspöki székhely is lehetett. A korábban már evangélikussá vált község lakóinak fel kellett készülnie és tartósan berendezkednie több ezer azonos hitsorsú hívő lelki igényeinek kielégítésére, illetve fel kellett venni a harcot a katolikus restaurációs törekvésekkel szemben. Megfelelő istentiszteleti helyiségről kellett gondoskodni.
Ez a rendelkezés kereken száz évig állt fenn, és rendkívül mély hatása lehetett a részben nemesi származású falu lakóira, talán bizonyos „előkelőség-tudatot" is kölcsönzött a számukra. 1734-ben 800 férőhelyes templomot építettek, amely nagyságával uralta a falut. Abban, hogy ezt a helységet jelölték ki, az tendenciózus volt. Olyan településeket jelöltek ki, amelyek nehezen megközelíthetők voltak, s jelentéktelenül húzódtak meg a Kisalföld sártengerében.
A katolikus restauráció úgy válaszolt a lelki kihívásra, hogy a protestáns „büszkeség és öntudat” fékezésére figyelmeztető jelként építettek e helyekre katolikus intézményeket is. E módszer alapján erőltették rá Vadosfára is egy kápolna építését 1751-ben. A katolikus és az evangélikus történetírás eltérően adja elő a kápolna felszentelésekor kirobbant konfliktus történetét, de tény, hogy valóságos kis háborúvá fajultak az események.
A vadosfai protestánsok szekérgyűrűkkel vették körül magukat, botokkal, dorongokkal, ásókkal, kapákkal és kaszákkal fegyverkeztek fel. A kedélyek felizgatásához rémhírek is hozzájárultak, miközben a környék katolikussága szűzmáriás lobogók alatt, „békésen” közeledett az István napi ünnepségekre. A vadosfai „felkelés” végül Bécsig megmozgatta a hierarchiát, de Mária Terézia udvarát is, amely súlyos ítélettel vetett véget a „vallásháborúnak”. Börtönök, állásvesztések, meghurcoltatások, botozások és roppant összegű pénzbírságok szerepeltek az ítéletben. A pénzbírság képezte az új katolikus templom építésének az alaptőkéjét, amely a perköltségek kifizetése után fennmaradt.
A  tragikus eset után 5 évvel épült fel az új templom, melyet augusztus 20-án szenteltek fel. Ezzel magyarázatot kaptunk a Vadosfán lévő két aránytalanul nagy templom születésére. Az 1781-es tolerancia-rendelet számos községet elszakított Vadosfától. Földrajzi fekvése sem volt vonzó az iparra, kereskedelemre. Így a 19. századra visszaesett arra a szintre, ahonnan elindult. A korábban jómódú 40-50 holdas gazdák kisparaszti módon éltek tovább. Lakossága az egyke és az iskolázott gyermekek elvándorlása miatt alig növekedett. Az 1930-as népszámláláskor is csak 315 főt számlált. A II. világháború befejezését követően pedig katasztrofálisan csökkent.
A régiek emlékezete szerint száz körül mozgott a házak száma, ma csak 30-40 áll közülük. A többi összedőlt vagy szétbontották. A falu lakossága csökken. A városok vonzzák a fiatalokat. A faluban az alap intézményrendszer sem épült ki. Nincs itt bölcsőde, óvoda, iskola, gyógyszertár. Az öregek emlékeznek arra, hogy a faluban két iskola is volt. Az evangélikus iskolába 40-50, a katolikusba 20-25 gyermek járt. Építési engedélyt a tanácsrendszerben hosszabb időn keresztül nem adtak ki. A körzetesítéskor Mihályi községi közös tanácshoz tartozott annak egyik társközségeként.
Főbb szükségleteit ma is Mihályiban elégítik ki, a lakosok nagy része pedig a szomszédos településekre jár dolgozni. A termelőszövetkezet 1959-ben alakult meg. 617 holdat műveltek sok gonddal. Állataikat 17-18 helyen takarmányozták, ennek gazdasági és morális következményeivel együtt. A rendszerváltás óta a településnek saját önkormányzata van, de az igazgatási szolgáltatásokat a mihályi székhelyű körjegyzőség látja el.

## Közélete

### Polgármesterei
- 1990–1994: Rosta László (független)[3]
- 1994–1998: Rosta László (független)[4]
- 1998–2002: Szakács Lajos (független)[5]
- 2002–2006: Szakács Lajos (független)[6]
- 2006–2010: Szakács Lajos (független)[7]
- 2010–2014: Szakács Lajos (független)[8]
- 2014–2019: Tövissi József (független)[9]
- 2019–2024: Tövissi József (független)[10]
- 2024– : Tövissi József (Fidesz-KDNP)[1]

## Népesség
A település népességének változása:
| Lakosok száma | 68   | 65   | 76   | 111  | 89   | 90   | 81   |
|               | 2013 | 2014 | 2015 | 2021 | 2022 | 2023 | 2024 |

A 2011-es népszámlálás során a lakosok 72%-a magyarnak mondta magát (28% nem nyilatkozott). A vallási megoszlás a következő volt: római katolikus 14,7%, református 13,3%, evangélikus 44% (28% nem nyilatkozott).
2022-ben a lakosság 95,5%-a vallotta magát magyarnak, 1,1% egyéb, nem hazai nemzetiségűnek (4,5% nem nyilatkozott; a kettős identitások miatt a végösszeg nagyobb lehet 100%-nál). Vallásuk szerint 36% volt evangélikus, 30,3% református, 12,4% római katolikus, 1,1% egyéb katolikus, 6,7% felekezeten kívüli (13,5% nem válaszolt).

## Látnivalók
- Szent István király templom

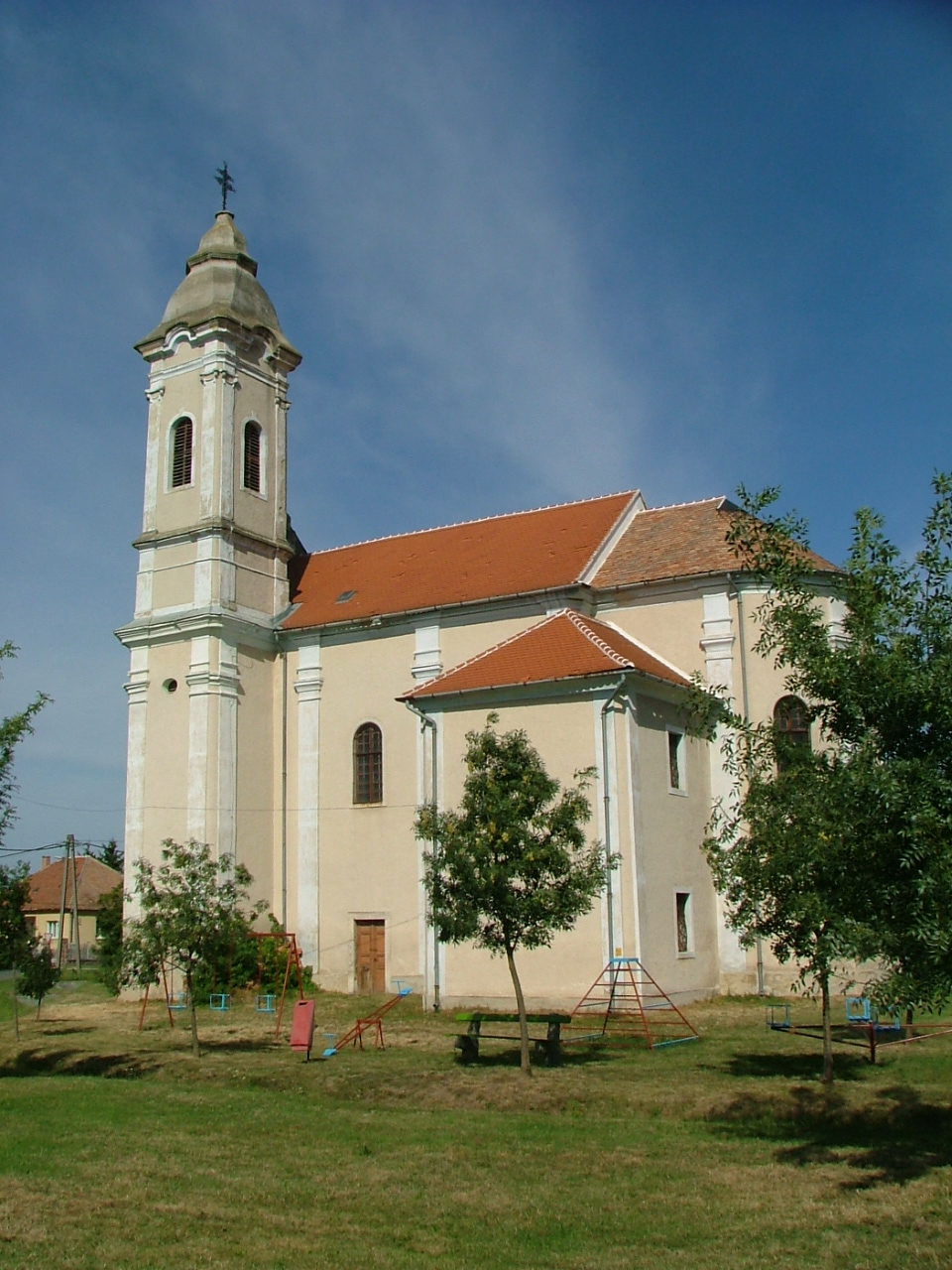
Szent István király rk. templom

Jellege szerint egyhajós, egytornyos mind külsejére, mind berendezésére kiválik a környék hasonló korú építményei közül. Külseje: Magas és toszkán félpillérekkel tagolt homlokzatát háromrészes főpárkány zárja le. A homlokzat három vakolt mezejében egy üres félköríves fülke, lent fekvő téglalap alakú ablak van. Tábla található rajta az 1754-es évszámmal. A déli oldalhoz csatlakozik a magas  torony , amelyet a főpárkánya két nagy részre bont és amelyet háromrészes órapárkány zár le, egyszer megtört harang formájú órapárkány zár le. Belseje: Ikerfiókos dongaboltozaton emelkedő hullámos szélű orgonakarzat alján újabb kori stukkó kereszttel. Magas háromszakaszos hajó az oldalfalak mellett erős fal-pilléreken ión félpillérekkel. Felettük hatalmas páfrány töredékek. Félköríves hevederek között cseh süvegboltozatok. A kosáríves diadalív pillérei még dúsabban tagoltak. A szentély keresztboltozatos szakaszból és félkörös lezárásból áll. Berendezése egységes,  az 1754 évekből való. Az oltárépítmény magas talapzaton volutáktól keretezett szabadon formált orom rokokó díszítéssel. Kép: Az alsó részben Nepomuki Szent János gyóntatja a királynőt, a háttérben a falu állítólag Vadosfát ábrázolja. A felső részen Szent István felajánlja a koronát Máriának, akinek lábánál Loyolai Szent Ignác térdepel.
- Evangélikus templom

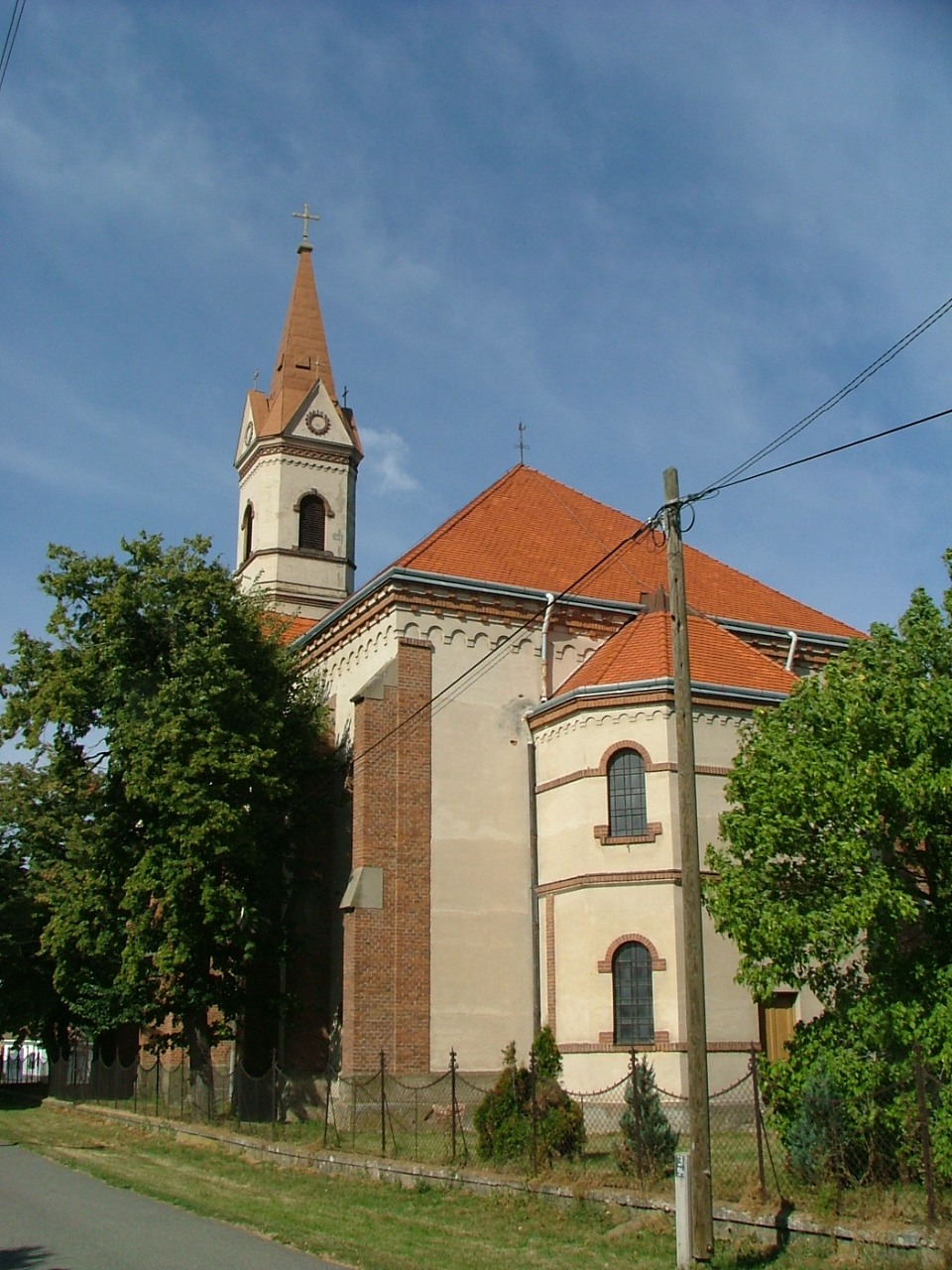
Az evangélikus templom

Az első templom 1722-ben valószínűleg már  fennállt, mert ebben temették el Telekesi Török Istvánt a rábaközi protestánsok patrónusát. Ez valószínűleg csak szerény imaház lehetett. A nagyobb templomot 1732-től 1734-ig építették. Az idők folyamán e templom állaga annyira leromlott, hogy 1880-ban gyűjtést rendeltek el a rendbehozatalára. 1911-ben elhatározták a templom lebontását, s új építését. 1912-ben a templom 10.200 korona költséggel felépült.

## Képgaléria

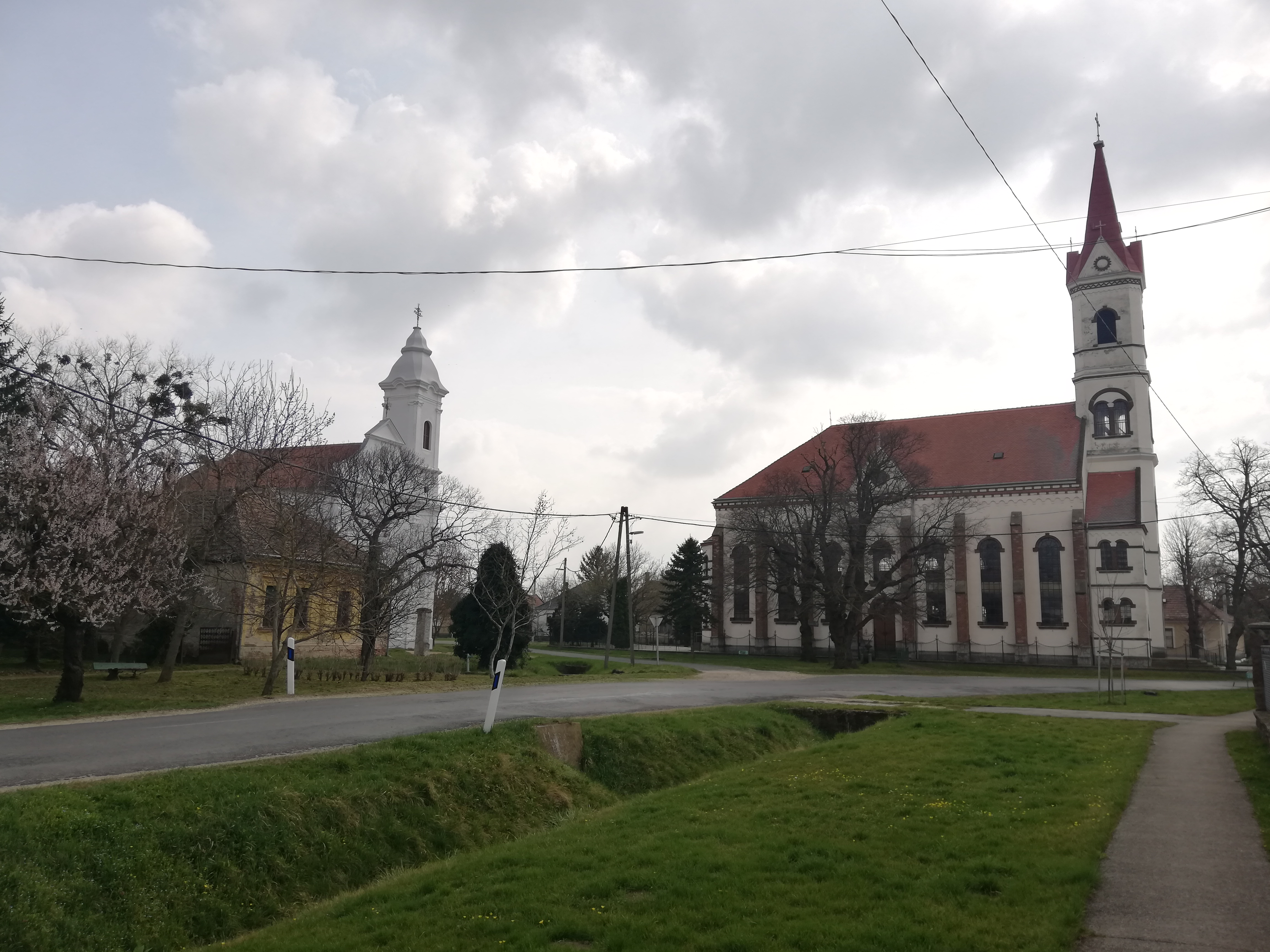
A falu központja a két templommal
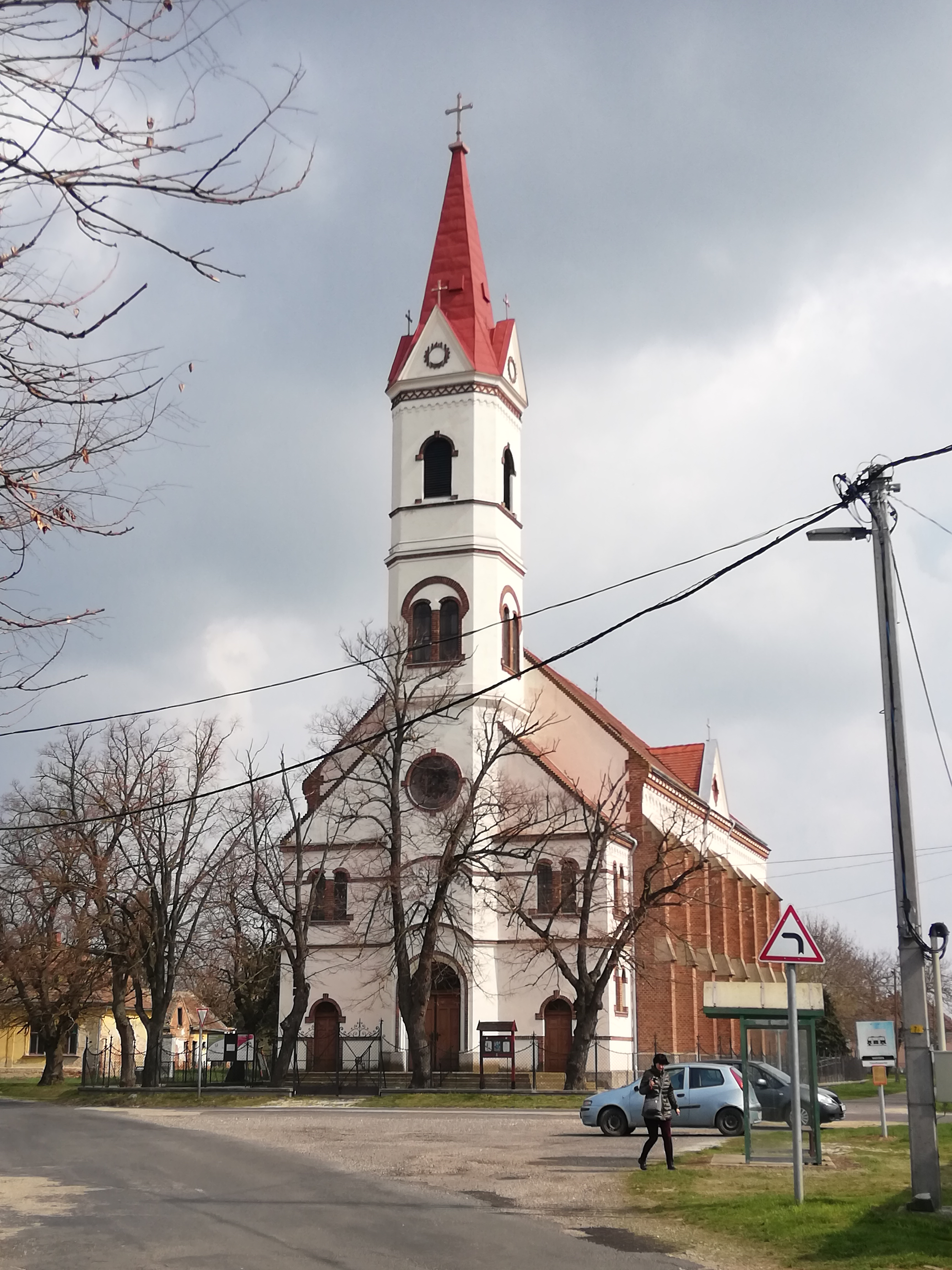
Vadosfa evangélikus temploma
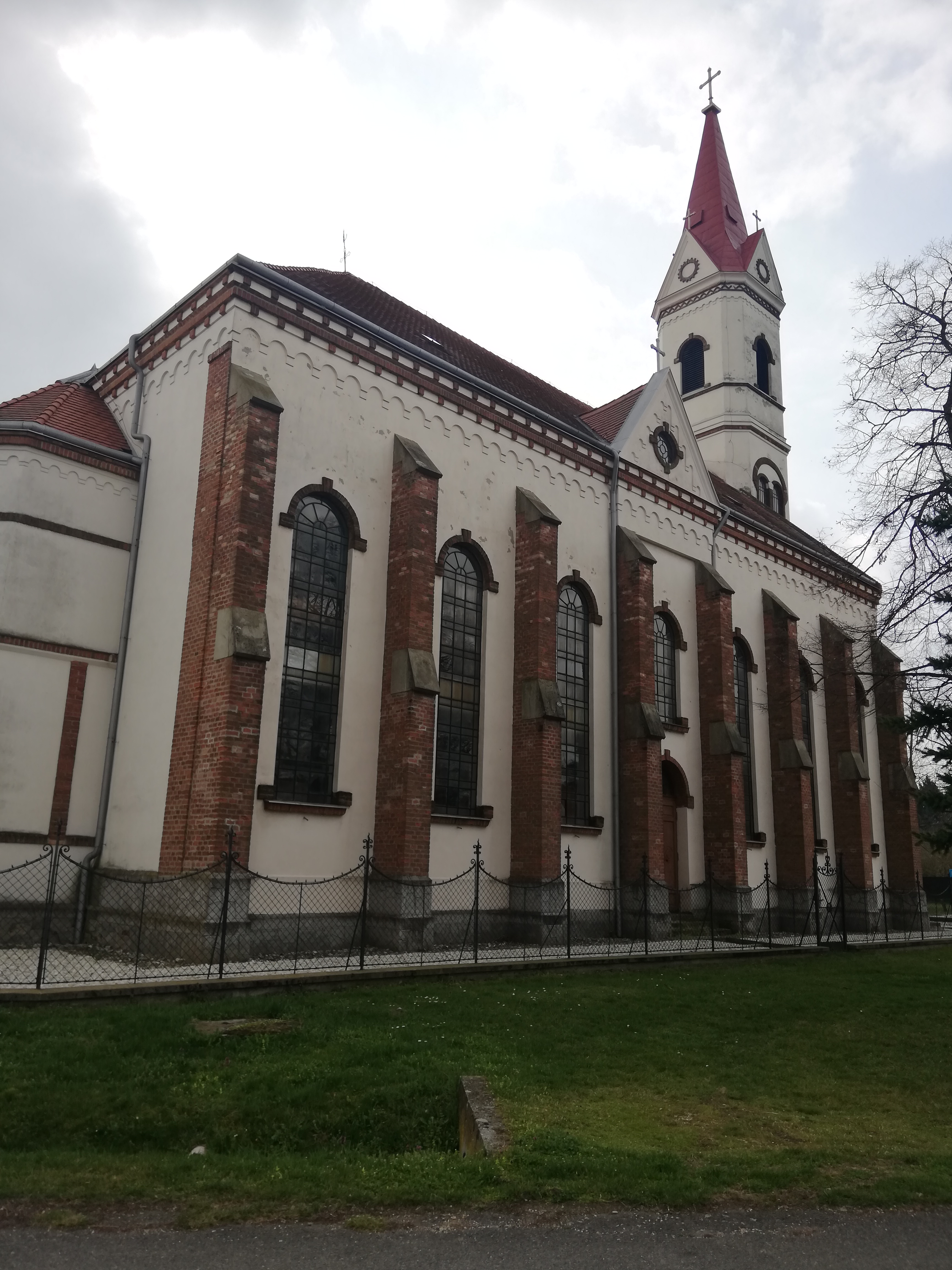
Evangélikus templom
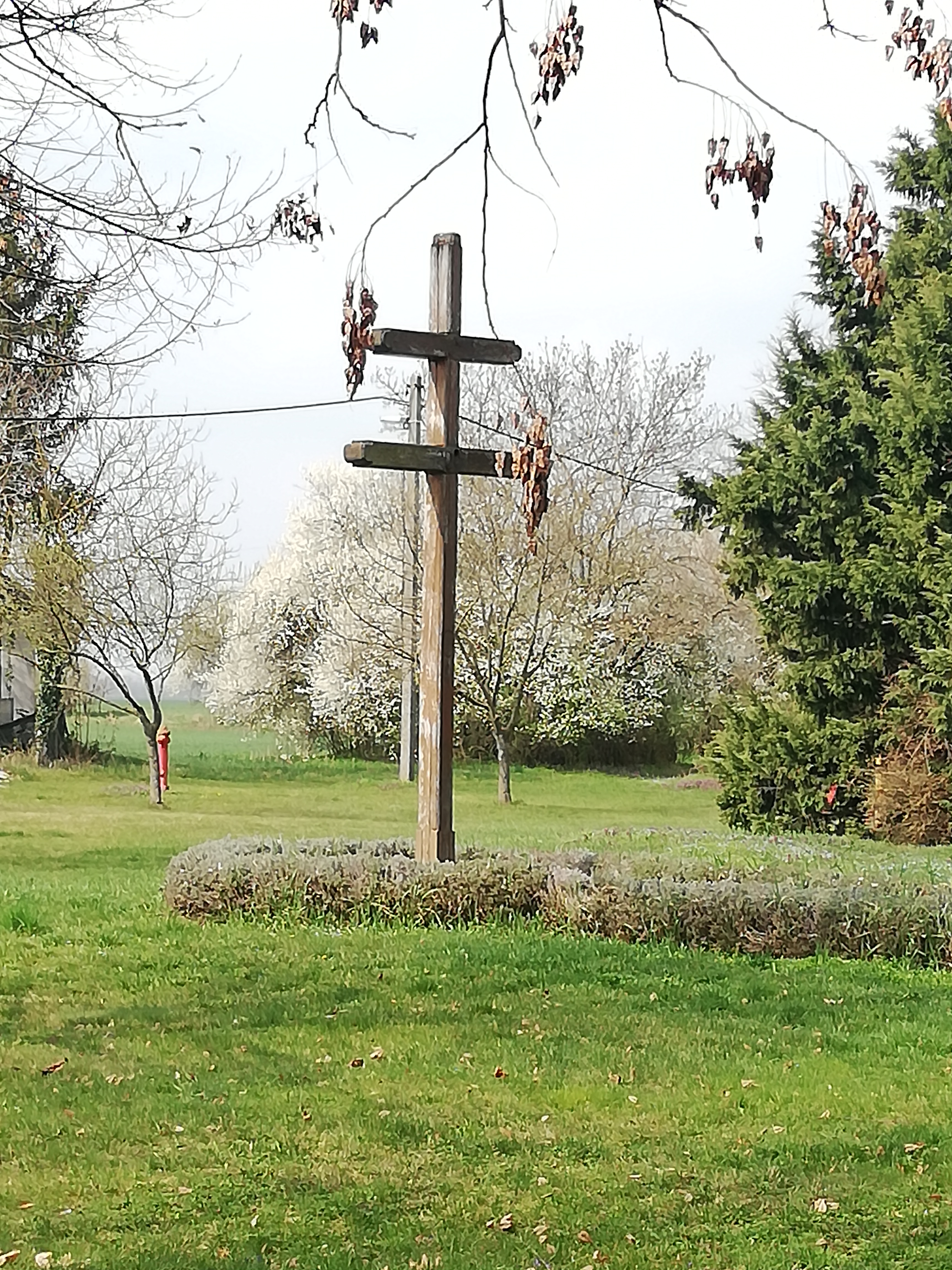
Millenniumi emlékmű
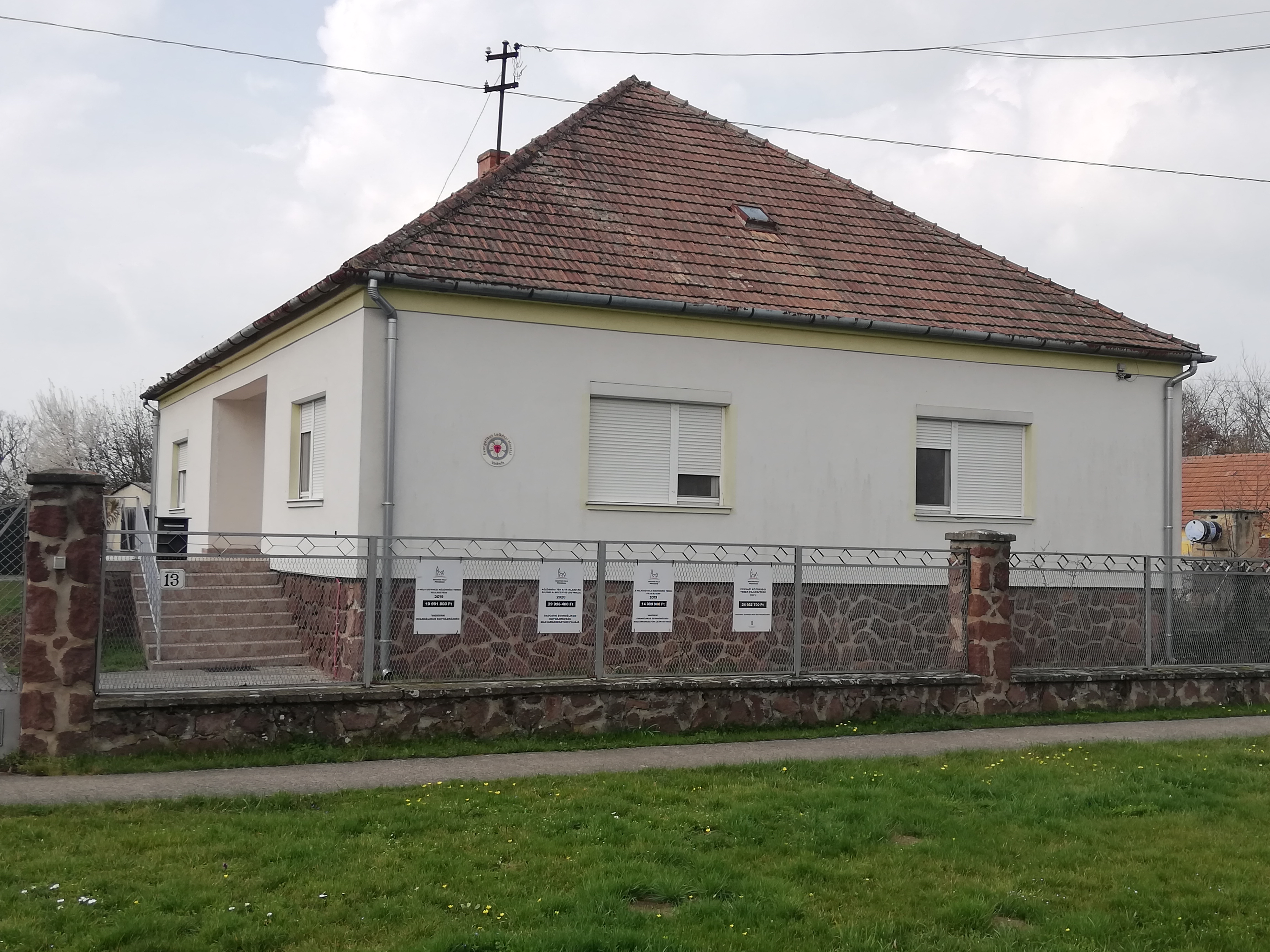
Az evangélikus lelkészi hivatal épülete
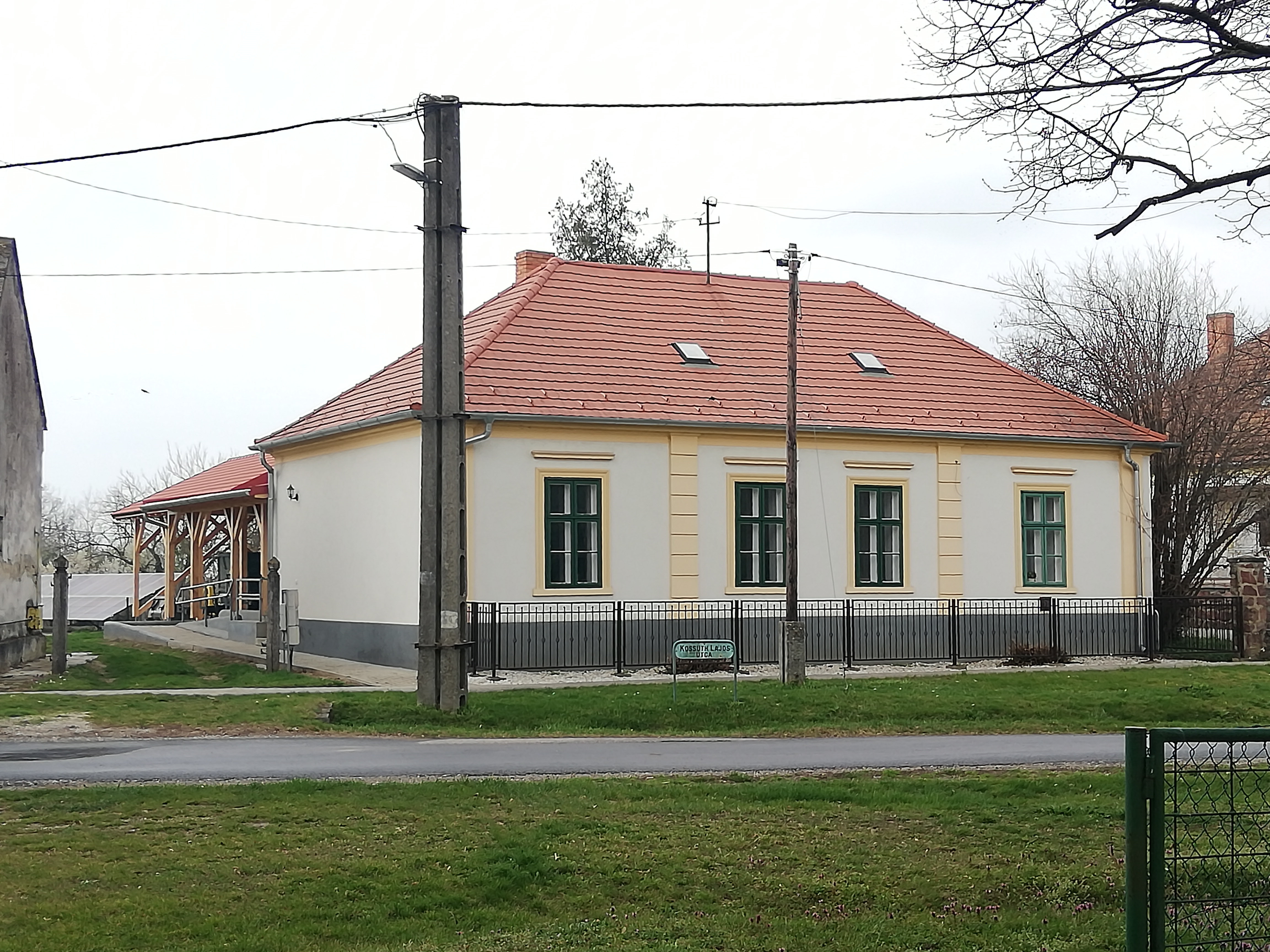
Községháza
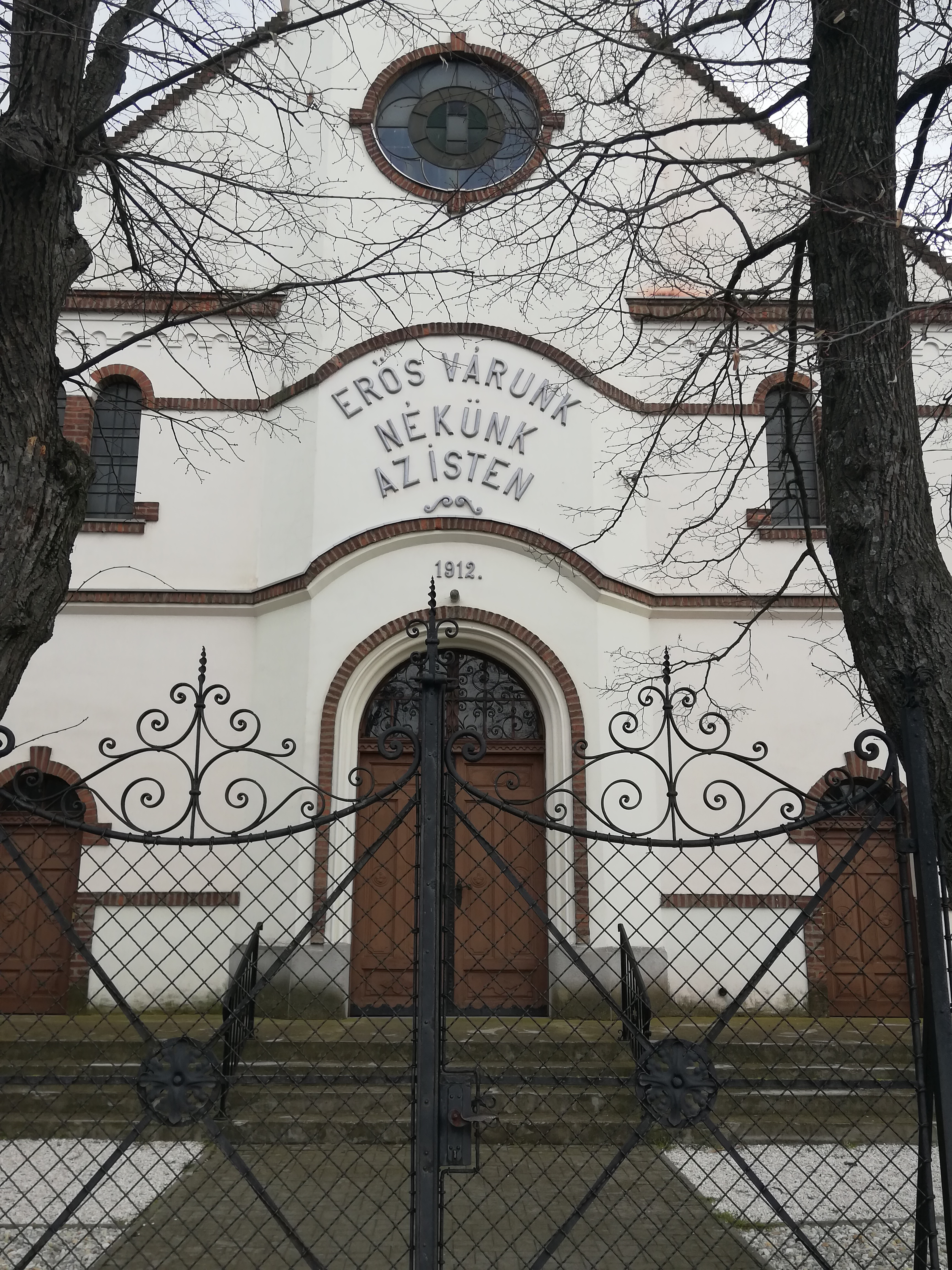
Az evangélikus templom bejárati traktusa
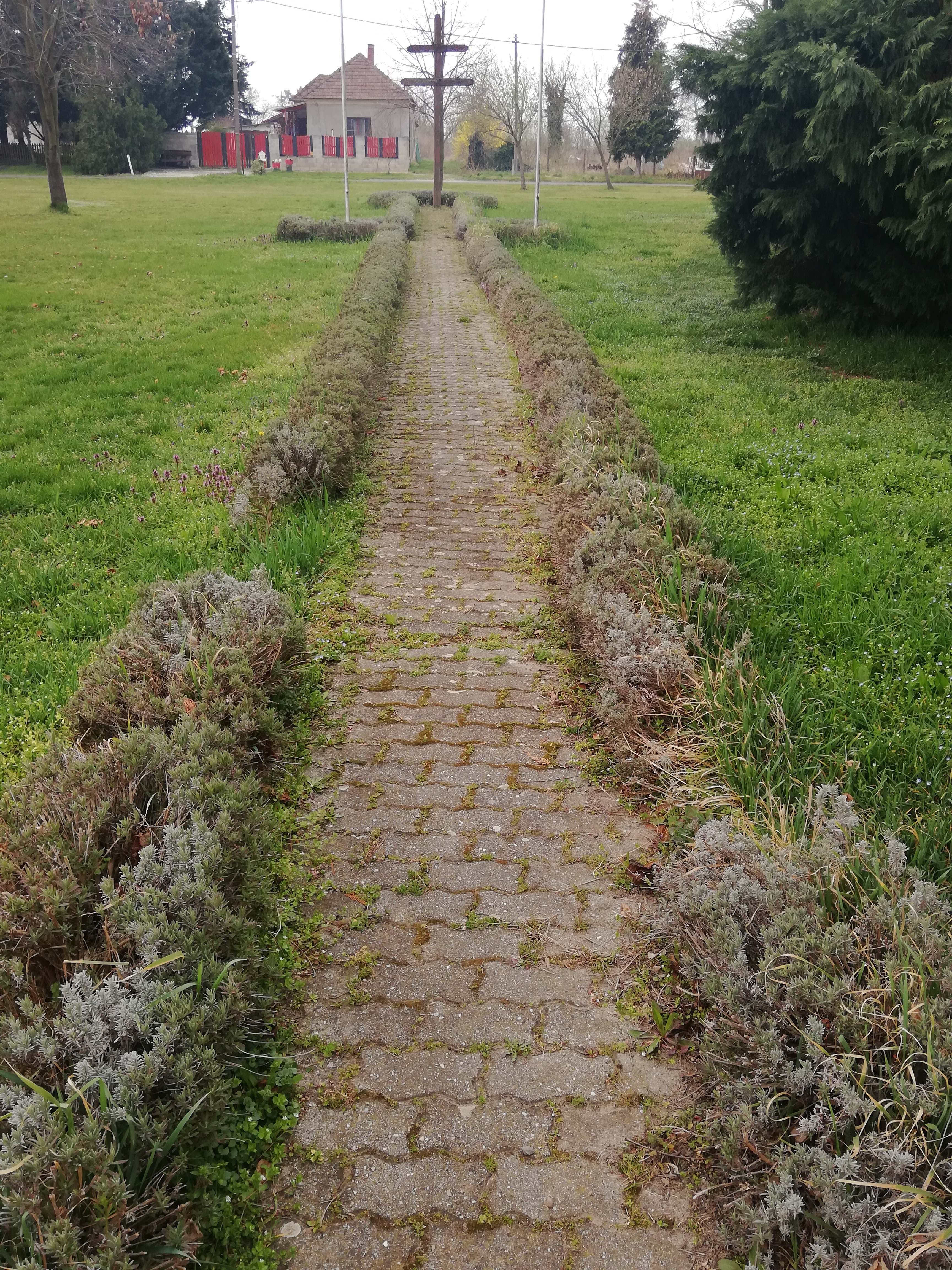
A millenniumi emlékhely